# SET Metro
SET Metro (三立都会台) est une chaîne de télévision de Sanlih E-Television à Taiwan  lancé en septembre 1995. Elle diffuse principalement des drames taïwanais et des dessins animés.
Elle est de tendance Coalition pan-verte.